# Surville (Eure)
Surville település Franciaországban, Eure megyében. Lakosainak száma 854 fő (2022. január 1.). Surville Crasville, Terres de Bord, Louviers, La Haye-le-Comte, Le Mesnil-Jourdain és Quatremare községekkel határos.

## Népesség
A település népessége az elmúlt években az alábbi módon változott:
| Lakosok száma | 299  | 609  | 727  | 843  | 932  | 930  | 904  | 883  | 877  | 854  |
|               | 1968 | 1982 | 1990 | 2006 | 2013 | 2015 | 2017 | 2019 | 2020 | 2022 |